# غضاريف أنفية

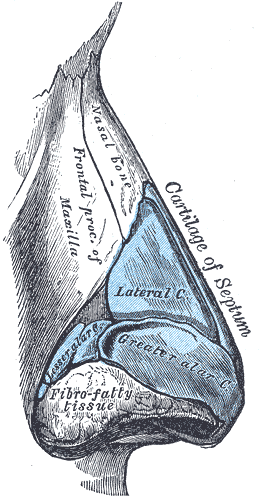
الغضاريف الأنفية

الغضاريف الأنفية هي بنى داخل الأنف تؤمن الشكل والدعم للجوف الأنفي. تتشكل الغضاريف الأنفية من مادة مرنة تدعى الغضروف الزجاجي (كولاجين مكدس) في القسم القاصي من الأنف. تتواجد خمسة غضاريف مفردة تشكل التجويف الأنفي: غضروف حاجز الأنف والغضروف الأنفي الوحشي والغضروف الجناحي الكبير (الغضروف الجناحي الأعظم أو غضروف الفجوة) والغضروف الجناحي الصغير (الغضروف الجناحي الأصغر أو السمسماني أو الغضروف الإضافي) والغضروف الميكعي الأنفي (غضروف جيكوبسون).
ترتبط الغضاريف الأنفية مع البنى الغضروفية الأخرى في الأنف أو مع عظام الوجه. تخلق هذه الارتباطات هياكل شبيهة بالفتحات داخل الأنف تمكن الهواء من الجريان من تجويف الأنف إلى الرئتين أو العكس. لذلك، تعد غضاريف الأنف بنىً تساعد الجسم على أداء وظائفه التنفسية المتمثلة في امتصاص الأكسجين أو طرد ثاني أكسيد الكربون.
تؤثر تشوهات الغضاريف الأنفية وعيوبها على جريان الهواء عبر تجويف الأنف، ما يؤدي إلى مشاكل تنفسية. وُضعت تقنيات جراحية لتصحيح الوضعية أو إصلاح الغضاريف الأنفية بحيث يُسمح بجريان الهواء الأمثل مجددًا. تشمل بعض هذه التقنيات الجراحية: رأب الحاجز الأنفي (إعادة هيكلة غضروف حاجز الأنف)، وتصحيح وضع الغضروف الوحشي العلوي (إعادة هيكلة الغضروف الأنفي الوحشي)، وإزاحة الغضروف الجناحي (إعادة هيكلة الغضروف الجناحي الكبير). ازدادت شعبية عملية تجميل الأنف، وهي عملية إعادة بناء جراحية للأنف، في الآونة الأخيرة لأسباب وظيفية واجتماعية.
تمتلك الثدييات الأخرى أيضًا غضاريف أنفية من أجل الحفاظ على بنية ووظيفة تجويف الأنف. ينتج عن اتجاه الغضاريف الأنفية أشكال وأحجام مختلفة من المنخرين وتجويف الأنف. في معظم الأحيان، تمتلك الحيوانات بنى غضروفية مشابهة داخل الأنف ولكنها تختلف في عدد البنى الغضروفية المتنوعة لديها. تمتلك الحمير والجاموس والإبل مجموعة متنوعة من البنى الغضروفية المشابهة للإنسان ولكنها تفتقر جميعًا إلى غضروف حاجز الأنف. بدلًا من ذلك، تمتلك مكونات متعددة تندمج معًا لتشكل الحاجز الأنفي. على الرغم من اختلاف الغضاريف الأنفية بين الأنواع، تتمتع بقاسم مشترك وهو المساعدة في أداء وظيفة الجهاز التنفسي.

## البنية والوظيفة

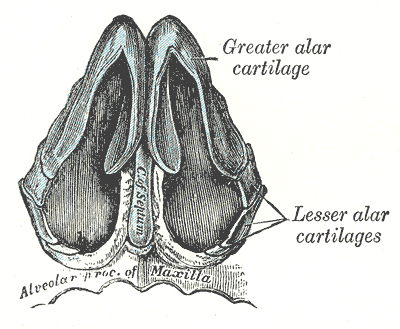
غضاريف الأنف من الوجه السفلي.

### غضروف حاجز الأنف
يتكون غضروف حاجز الأنف من قطعة مسطحة رباعية الأضلاع من غضروف زجاجي تفصل تجاويف الأنف عن بعضها. يتوضع غضروف حاجز الأنف بين الصفيحة العمودية للعظم الغربالي وعظم الميكعة وتُغطى بغشاء مخاطي داخلي. يرتبط الجزء العلوي من غضروف حاجز الأنف بعظام الأنف، في حين يتصل الجزء السفلي بالغضاريف الجناحية عبر الأنسجة الليفية. يفصل غضروف حاجز الأنف بين تجويفي الأنف الأيمن والأيسر، ما يسمح للهواء بالمرور عبرهما. يؤدي تأمين تجويفين إلى حدوث اضطراب داخل المساحات الضيقة، ما يسمح بتدفق الهواء تدفقًا أسرع في اتجاهين. يعد غضروف حاجز الأنف أيضًا الهيكل الرئيسي الذي يؤمن اتجاه الأنف، كونه هيكل خط المتوسط للعضو. عند انحراف غضروف حاجز الأنف، يبدو الأنف ملتويًا للمشاهد. قد يمنع الأنف المعوج جريان الهواء القادم من الفتحات إلى الرئتين أو العكس. قد يؤدي الأمر إلى مشاكل تنفسية بسبب انخفاض الأكسجين وارتفاع نسبة ثاني أكسيد الكربون داخل الجسم. يسمى الإجراء الجراحي الذي يصحح هذه المشكلة رأب الحاجز الأنفي.